# Redmi K70
Redmi K70 — лінія смартфонів суббренда Xiaomi Redmi, що входить у серію Redmi K. Redmi K70, K70 Pro та K70E були представлені 29 листопада 2023 року.
11 січня 2024 року разом із POCO X6 компанія POCO представила POCO X6 Pro, що є глобальною версією Redmi K70E із трохи меншим об'ємом акумулятора, менш потужною зарядкою та іншими двома кольоровими варіантами. Крім цього, 23 травня 2024 року POCO разом із POCO F6 представила POCO F6 Pro, який є версією Redmi K70 для міжнародного ринку.

## Дизайн
Передня панель всіх моделей виконана зі скла Corning Gorilla Glass 5. Рамка в Redmi K70, K70 Pro та POCO F6 Pro виконана з алюмінію, а задня панель — зі скла, коли в Redmi K70E та POCO X6 Pro в чорному та сірому кольорах обидві виконані з пластику. POCO X6 Pro в жовтому кольорі має задню панель із веганської шкіри.
Дизайн задньої панелі подібний до Xiaomi MIX Fold 3. Також Redmi K70E та POCO X6 Pro мають захист від пилу та бризок по стандарту IP54.
Знизу розміщені роз'єм USB-C, динамік, мікрофон та слот під 2 SIM-картки. Зверху розташовані додатковий мікрофон, ІЧ-порт та другий динамік в Redmi K70E та POCO X6 Pro. З правого боку розміщені кнопки регулювання гучності та кнопка блокування.
Redmi K70 та K70 Pro мають 3 спільні кольори: Bamboo Moonlight (зелений), Clear Snow (білий) та Ink Feather (чорний). Також Redmi K70 доступний в кольорі Light Eggplant Purple (фіолетовий).
Redmi K70E продається в 3 кольорах: Shadow Green (зелений), Clear Snow (білий) та Ink Feather (чорний).
POCO F6 Pro продається в чорному та білому кольорах.
POCO X6 Pro продається в 3 кольорах: Spectre Black (чорний), POCO Yellow (жовтий) та Racing Grey (сірий).

## Технічні характеристики

### Платформа
Redmi K70 та POCO F6 Pro отримали процесор Qualcomm Snapdragon 8 Gen 2 з графічним процесором Adreno 740, K70 Pro — Snapdragon 8 Gen 3 з графічним процесором Adreno 750, а K70E та POCO X6 Pro — MediaTek Dimensity 8300 Ultra з графічним процесором Mali-G615 MC6.

### Батарея
Батарея Redmi K70, K70 Pro, POCO F6 Pro та POCO X6 Pro отримала об'єм 5000 мА·год, а K70E — 5500 мА·год. В усіх моделей батарея літій-полімерного (Li-Po) типу.
Redmi K70, K70 Pro та POCO F6 Pro мають підтримку швидкої дротової зарядки на 120 Вт, K70E Pro — на 90 Вт, а POCO X6 Pro — 67 Вт.

### Камера
Всі моделі отримали потрійний набір основної камери. В Redmi K70 та POCO F6 Pro він складається з ширококутного модуля на 50 Мп зі світлосилою f/1.6 і макромодуля на 2 Мп зі світлосилою f/2.4. Redmi K70E та POCO X6 Pro мають такий самий набір камер окрім ширококутного модуля на 64 Мп зі світлосилою f/1.7. В той же час Redmi K70 Pro отримав ту ж саму основну камеру, що й Redmi K70, але він має надширококутний об'єктив на 12 Мп та телеоб'єктив на 50 Мп з 2x оптичним зумом. Це перший смартфон серії Redmi K з часів Redmi K30 Pro Zoom, що отримав телеоб'єктив.
Основна камера Redmi K70, K70 Pro та POCO F6 Pro може записувати відео з роздільною здатністю до 8K@24fps, а K70E та POCO X6 Pro — до 4K@30fps.
Також всі смартфони отримали ширококутну фронтальну камеру з роздільністю 16 Мп, світлосилою f/2.4 і можливістю запису відео в роздільній здатності до 1080p@60fps.

### Екран
Екран OLED, 6.67" зі співвідношенням сторін 20:9, частотою оновлення дисплею 120 Гц, підтримкою Dolby Vision, HDR10+, круглим вирізом під фронтальну камеру, що розміщений зверху в центрі та вбудованим під дисплей оптичним сканером відбитків пальців.
Redmi K70, K70 Pro та POCO F6 Pro мають роздільну здатність екрана WQHD (3200 × 1440), а K70E та POCO X6 Pro — так звану 1.5K (2712 × 1220) і щільність пікселів 526 ppi та 446 ppi відповідно.

### Звук
Смартфони отримали стереодинаміки. В Redmi K70, K70 Pro та POCO F6 Pro роль другого динаміка виконує розмовний, а в Redmi K70E та POCO X6 Pro другий динамік розташований на верхньому торці.

### Пам'ять
Redmi K70 продається в комплектаціях 12 ГБ/256 ГБ, 16 ГБ/256 ГБ, 12 ГБ/512 ГБ, 16 ГБ/512 ГБ та 16 ГБ/1 ТБ, K70 Pro — 12 ГБ/256 ГБ, 16 ГБ/256 ГБ, 12 ГБ/512 ГБ, 16 ГБ/512 ГБ та 24 ГБ/1 ТБ, K70E — 8 ГБ/256 ГБ, 12 ГБ/256 ГБ та 12 ГБ/512 ГБ та 16 ГБ/1 ТБ, POCO F6 Pro — 12 ГБ/256 ГБ, 12 ГБ/512 ГБ та 16 ГБ/1 ТБ, а POCO X6 Pro — 8 ГБ/256 ГБ, 12 ГБ/256 ГБ та 12 ГБ/512 ГБ.

### Програмне забезпечення
Смартфони були випущені з HyperOS 1 на базі Android 14 та були оновлені до HyperOS 2 на базі Android 15. POCO X6 Pro став першим смартфоном з попередньо встановленою глобальною версією HyperOS. Також Redmi K70E та POCO X6 Pro, за словами компаній, гарантовано отримають 3 оновлення версії ОС Android та 4 роки оновлення системи безпеки.

## Redmi K70 Pro Automobili Lamborghini SQUADRA CORSE
Redmi K70 Pro Automobili Lamborghini SQUADRA CORSE — спеціальне видання Redmi K70 Pro, розроблене в співпраці із Automobili Lamborghini. Дизайн цього видання надихається Lamborghini Essenza SCV12 і відрізняється від стандартного Redmi K70 Pro формою острівця камери, двотонним кольором з верхньою частиною чорного кольору і карбоновою текстурою та нижньою зеленою або жовтою, розміщенням написів на острівці камери та логотипом Automobili Lamborghini. Комплектація цього видання відрізняється коробкою, голкою для відкриття слота під SIM-картки, зарядним блоком, чохлом та ремінцем, що прикріпляється до внутрішньої частини чохла. Також смартфон має спеціальну тему оформлення. Пристрій продається тільки в конфігурації 24 ГБ/1 ТБ за ціною ¥4599.

## Рецензії

### POCO X6 Pro
Оглядач з ITC.ua поставив POCO X6 Pro 8.1 балів із 10. До переваг оглядач відніс дизайн, захист по стандарту IP54, яскравий деталізований AMOLED-екран із 120 Гц, функцію Always-On-Display, потужний процесор та графічний чип, насичене стереозвучання з підтримкою Dolby Atmos, швидку пам’ять LPDDR5X та UFS 4.0, акумулятор на  5000 мА·год, швидку зарядку на 67 Вт та багатий комплект постачання. До недоліків він відніс глянцевий корпус, що легко збирає відбитки пальців, камери, завелику кількість фірмових застосунків та сервісів і відсутність слота для microSD, що може не сподобатися певним користувачам.